# RoboCop
RoboCop je popularni američki ZF akcijski film iz 1987. kojeg je režirao Paul Verhoeven. Film se odigrava u budućnosti, a govori o policajcu kojeg su znanstvenici nakon nesreće preobrazili u kiborga, Robotskog policajca. Prema motivima filma snimljena su dva filmska nastavka, TV serija, animirana serija i napravljene video-igre.

## Radnja
Detroit, budućnost. Kriminal je progutao grad, nezaposlenost je ogromna, a gradsku policiju je kupila i preuzela multinacionalna korporacija OCP koja je smanjila plaće radi povećanja profita, što je natjeralo neke policajce da zaprijete štrajkom. Uz to, opaki šef podzemlja Clarence Boddicker slobodno ubija policajce jer tajno radi za OCP. OCP-ov menadžer Dick Jones istovremeno planira uvesti robota-policajca kako bi otpustio ljude iz policije i tako još više smanjio troškove, no robot prototip ED-209 se pokaže kao neuspjeh. Alex Murphy je novi policajac koji zajedno s partnericom Anne Lewis dobije zadatak patrolirati gradom. Pri tome naiđu na Boddickerovu bandu koja u pucnjavi smrtonosno rani Alexa. 
Na putu u bolnicu Alex umire, ali znanstvenici od njegovog tijela naprave kiborga, RoboCopa, koji počne raditi za OCP. RoboCop postigne zamjetan uspjeh u lovu na kriminalce, ali se počinje sjećati svojeg ljudskog života te se u njemu bude emocije. Napokon u jednoj tvornici kokaina naiđe na čovjeka koji ga je “ubio”, Boddickera, te ga uhapsi. Dick Jones izvuče Boddickera iz zatvora te odluči likvidirati RoboCopa kako bi ipak uveo svojeg robota ED-209 na tržište. RoboCop i Anne, međutim, na istom mjestu na kojem je Alex “ubijen”, likvidiraju Boddickerovu bandu te razotkriju da je Jones umiješan u kriminal. Jones uzme za taoca starog vlasnika OCP-a, ali ipak pogiba od RoboCopova hica. Starac upita RoboCopa kako se zove, a on mu odgovori: “Murphy”.

## Glumci
- Peter Weller - Alex J. Murphy/ RoboCop
- Nancy Allen - Anne Lewis
- Kurtwood Smith - Clarence Boddicker
- Ronny Cox - Dick Jones
- Dan O’Herlihy - Starac

## Nagrade
- Osvojen Oscar (najbolja montaža zvuka) i 2 nominacije (najbolja montaža, zvuk)
- 2 nominacije za BAFTA-u (najbolja šminka, specijalni efekti)
- Osvojen Kinema Junpo Award (najbolji strani film)
- osvojena nagrada Saturn za najbolji znanstveno fantastični film, najbolju režiju,najbolju šminku, najbolje specijalne efekte, najbolji scenarij, najbolju režiju.

## Zanimljivosti
- Dizajn RoboCopa oblikovan je po robotu iz filma "Metropolis"
- Scenarist Neumeier je dobio ideju za film kada je posjetio set na kojem se snimao film "Blade Runner".
- Kada je pročitao scenarij, redatelj Paul Verhoeven ga je bacio u smeće. Kasnije ga je pročitala njegova supruga i nagovorila da ga ipak realizira.

## Teme i analiza
Iako na prvi pogled izgleda poput jeftinog akcijskog filma, „RoboCop“ obiluje skrivenim temama. U audiokomentaru DVD-a filma, producent Jon Davison i scenarist Neumeier su naglasili da priča govori o propadanju američke industrije 1970-ih, što je uzrokovalo nezaposlenost i kriminal. Prikazom tvrtke OCP kritizira se Kapitalizam i korporacijska pohlepa koja čini sve radi profita. Poruka je upozorenje da se korporacije počinju miješati u svaki djelić života društva te ga samo mjere i oblikuju po profitu.
Još jedna tema je i dehumanizacija društva. Alex Murphy biva preoblikovan u RoboCopa, hladan mehanizam koji više nije ljudsko biće nego samo sredstvo koje ostvaruje ciljeve tvrtke. No, usprkos svojem programu, RoboCop se počinje sjećati svojeg života i emocija, a njegov ljudski duh se ponovno vrati. Poruka je da se neke osobine ne mogu promijeniti jer je svaki pojedinac poseban a identitet neuništiv.

## Kritike
„RoboCop“ je bio uglavnom hvaljen, iako su neki kritičari prigovarali da je pretjerano nasilan. U svojoj recenziji filma Mark Athitakis je napisao: „Ono što se izdvaja je sposobnost filma da pokaže što nas čini humanima u nehumanom svijetu. Iako Weller ne dobiva puno prostora za izražavanje osim svojeg egzoskeleta i hladnog glasa, on je izvrstan protagonist za priču o tome kako se čovječnost bori učiniti pravu stvar i biti najčovječniji usprkos svim preprekama. Paul Verhoeven nikada nije snimio bolji film.“ James Kendrick napisao je: „Verhoeven je želio da to ubojstvo izgleda kao neka vrsta Kristova razapinjanja, kada je junak Murphy uskrsnuo kao RoboCop (Verhoeven inzistira na alegorijskim elementima filma, makar ja smatram da su malo nategnuti )... Na neki način, „RoboCop“ postaje film o identitetu. Murphy je sada dijelom čovjek, dijelom robot; ali nije potpuno nijedno ni drugo, i u tome leži tragedija. On je zaglavljen između dva svijeta – meso i čelik. Uistinu, on je zaglavljen i u drugim škakljivim situacijama, uključujući dilemu između toga da provodi zakon dok postoji kao kreacija korumpirane privatne tvrtke koja je pokazala interes za njegovo neizvršavanje posla. „RoboCop“ je film kojeg je teško odrediti jednostavno zato što sadrži tako puno tema.“
Dragan Antulov je također hvalio film: „Paul Verhoeven je također doprinio ovom filmu, ponudivši perspektivu stranca u apsurdnostima Reaganove Amerike. Njegovo zaleđe – dobrostojeća europska država sa svojom vlastitom nježnijom, blažom verzijom kapitalizma – bila je velika suprotnost spram ultraindividualne pas-jede-psa yuppie kulture koja je bila njegovana u desetljeću pohlepe. Verhoeven se izgleda jako zabavljao uveličavajući elemente tog doba do točke apsurda...“RoboCop“ je jedan od onih rijetkih filmova koji uspijevaju biti smiješni i zabavni, a istodobno i provokativni i smrtno ozbiljni u isto vrijeme“.

## Vanjske poveznice
- RoboCop u internetskoj bazi filmova IMDb-a
- Recenzije na Rottentomatoes.com
- Movieprop.com
- Robocop.com  Arhivirana inačica izvorne stranice od 27. listopada 2006. (Wayback Machine)
- Mgm.com